# Expedición Dinamarca

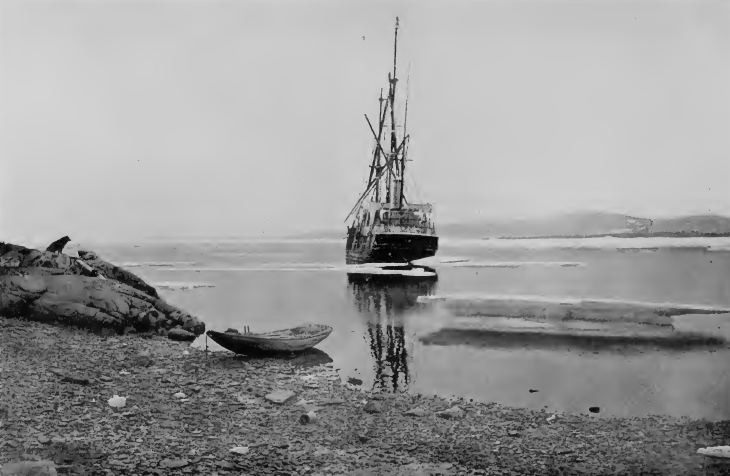
El Danmark fondeado en agosto de 1907

La expedición Dinamarca (en danés: Danmark-ekspeditionen), también conocida como Expedición de Dinamarca a la costa noreste de Groenlandia, y como expedición Danmark en honor al barco que utilizó, fue una expedición a Groenlandia entre 1906 y 1908, encabezada y concebida por Ludvig Mylius-Erichsen y respaldada por Dinamarca.
El propósito de la expedición era explorar y cartografiar la parte más septentrional del este de Groenlandia. Desde el siglo XVIII, Groenlandia había sido cartografiada lentamente, tramo costero a tramo costero, pero el duro clima de la zona había impedido que nadie hubiera logrado desembarcar tan al norte. La estrategia de la expedición sería cruzar la barrera de hielo al este de Groenlandia y navegar con un barco lo más al norte posible hasta encontrar un fondeadero seguro donde establecer una base con una estación meteorológica y luego ir más al norte en trineos tirados por perros a lo largo del hielo costero.
A pesar de verse ensombrecida por la muerte en trágicas circunstancias del equipo de exploración principal —Mylius-Erichsen, Niels Peter Høeg Hagen y Jørgen Brønlund—, la expedición Dinamarca no fue un fracaso. Logró sus principales objetivos cartográficos y consiguió explorar con éxito la vasta región, dibujando cartas precisas de costas y fiordos anteriormente inexplorados, nombrando numerosos accidentes geográficos y reuniendo una gran cantidad de datos científicos.

## Propósitos

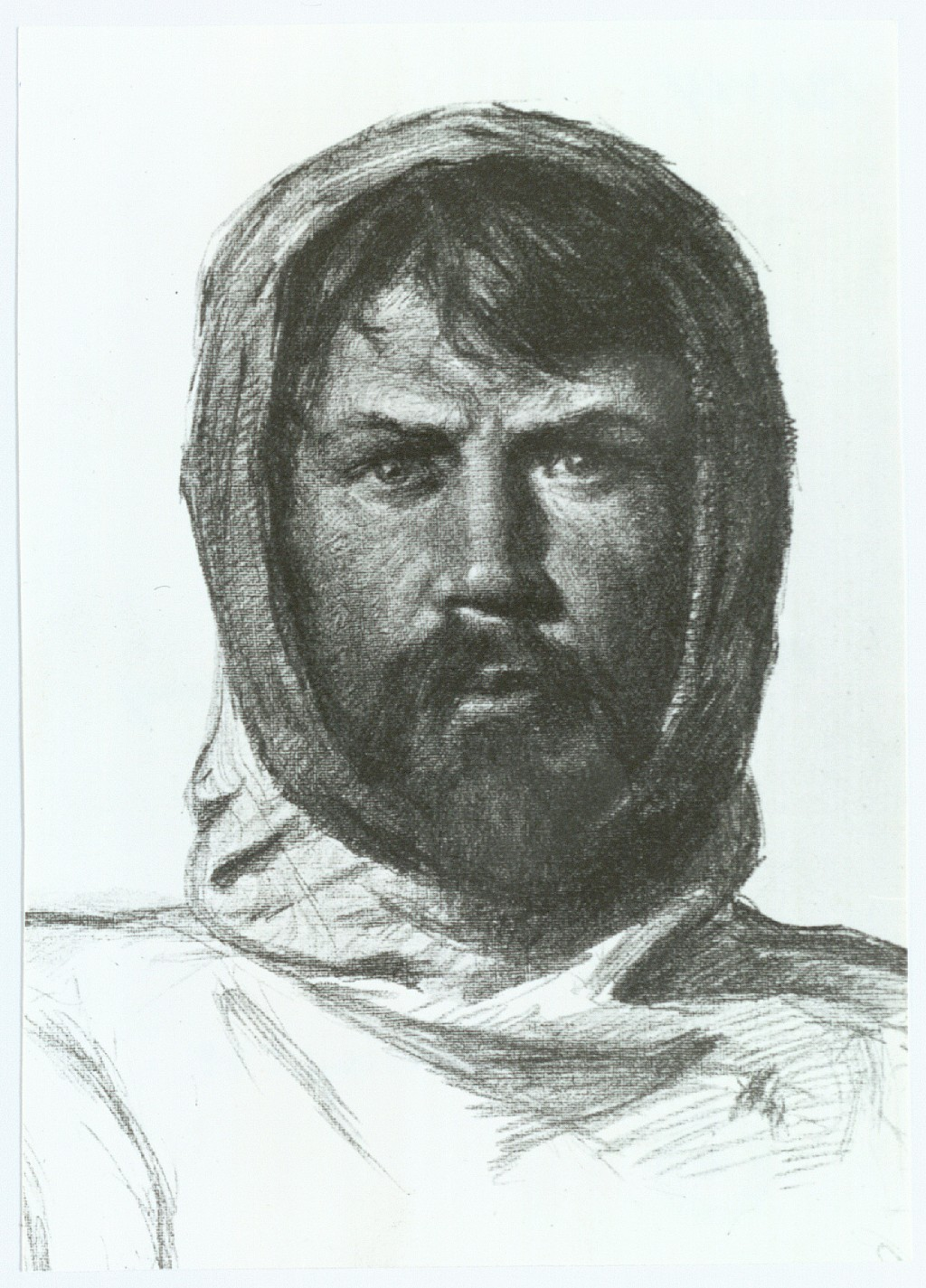
Ludvig Mylius-Erichsen, el desafortunado líder de la expedición Denmark.

El Danmark fotografiado a la salida de Copenhague el 23 de junio de 1906.

La expedición de dos años fue concebida y dirigida por Ludvig Mylius-Erichsen (1872-1907), quien anteriormente había dirigido la Expedición Literaria al noroeste de Groenlandia junto con Knud Rasmussen en 1902-1904. El objetivo principal de la expedición Dinamarca era cartografiar las últimas secciones en blanco de la costa del noreste de Groenlandia, entre el cabo Bridgman —cerca del límite geográfico más oriental explorado de Robert Peary en el norte—, y el cabo Bismarck —el punto más septentrional alcanzado por Carl Koldewey— en el este. La expedición serviría para determinar si los 57 000 kilómetros cuadrados de la Tierra de Peary eran una península o una isla. Si hubiera sido una isla, se hubiera sumado a las pretensiones estadounidenses. Al ser una península, quedó como parte del territorio danés.
Desde la década de 1700, se había comenzado cartografiado lentamente Groenlandia, sección por sección, pero el clima severo en el extremo noreste y las difíciles condiciones del hielo frente a la costa habían impedido la cartografía de una vasta zona.
La expedición también tenía como objetivo recopilar información científica del área inexplorada durante un período de dos años, incluida información sobre cualquier inuit del noreste de Groenlandia superviviente, vistos por última vez por Douglas Clavering en 1823 más al sur de la costa en la isla Clavering.
La estrategia de la expedición era cruzar la barrera de hielo al este de Groenlandia y navegar con un barco lo más al norte posible, encontrar un fondeadero seguro, establecer una base con una estación meteorológica y luego ir más al norte en trineos tirados por perros a lo largo del hielo costero. Después de que se hubiera explorado la última costa no cartografiada de Groenlandia, lo que Mylius-Erichsen consideró que podría hacerse en un año, la expedición se trasladaría al sur para explorar más a fondo el fiordo Kaiser Franz Joseph. Si el tiempo lo permitía, la expedición también intentaría ir hacia el oeste cruzando el continente helado.
Además, se iba a investigar la afirmación de Robert Peary de la existencia de un canal —el llamado «canal de Peary»— que correría de este a oeste y que separaría la Groenlandia más septentrional del continente, más al sur.
Un comité de autoridades sobre Groenlandia, que incluía a Gustav Frederik Holm, Carl Ryder, Georg Carl Amdrup y Thomas Vilhelm Garde, asesoraron a Mylius-Erichsen en la preparación de la expedición.

## Preparativos
En solo un año, Mylius-Erichsen logró recaudar dinero y apoyo para la expedición. Mylius-Erichsen obtuvo la mitad del dinero para la expedición al encontrar inversores y empresarios a quienes se les prometió que las áreas llevarían su nombre. La otra mitad fue pagada por el Estado danés.
En total, la cantidad astronómica entonces era casi 300 000 DKK (equivalente a aproximadamente 20 millones de DKK en 2019). Cuando el dinero estuvo en casa, Mylius-Erichsen rápidamente logró encontrar una tripulación que estuviera dispuesta a sacrificarse en el peligroso viaje. Se compró un viejo barco ballenero Magdalene como barco de expedición, que fue rebautizado en esa ocasión a Danmark y el 24 de junio de 1906 el barco zarpó de Copenhague con 28 hombres a bordo.

## Desarrollo de la expedición

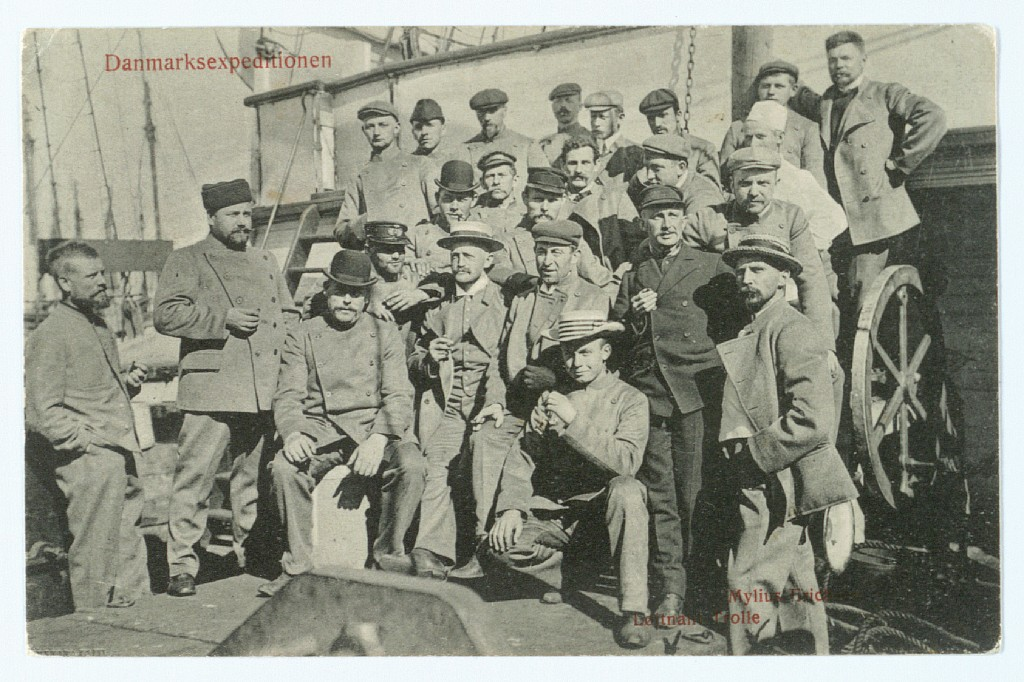
Los participantes en el barco de expedición fotografiados en Frederikshavn el 27 de junio de 1906

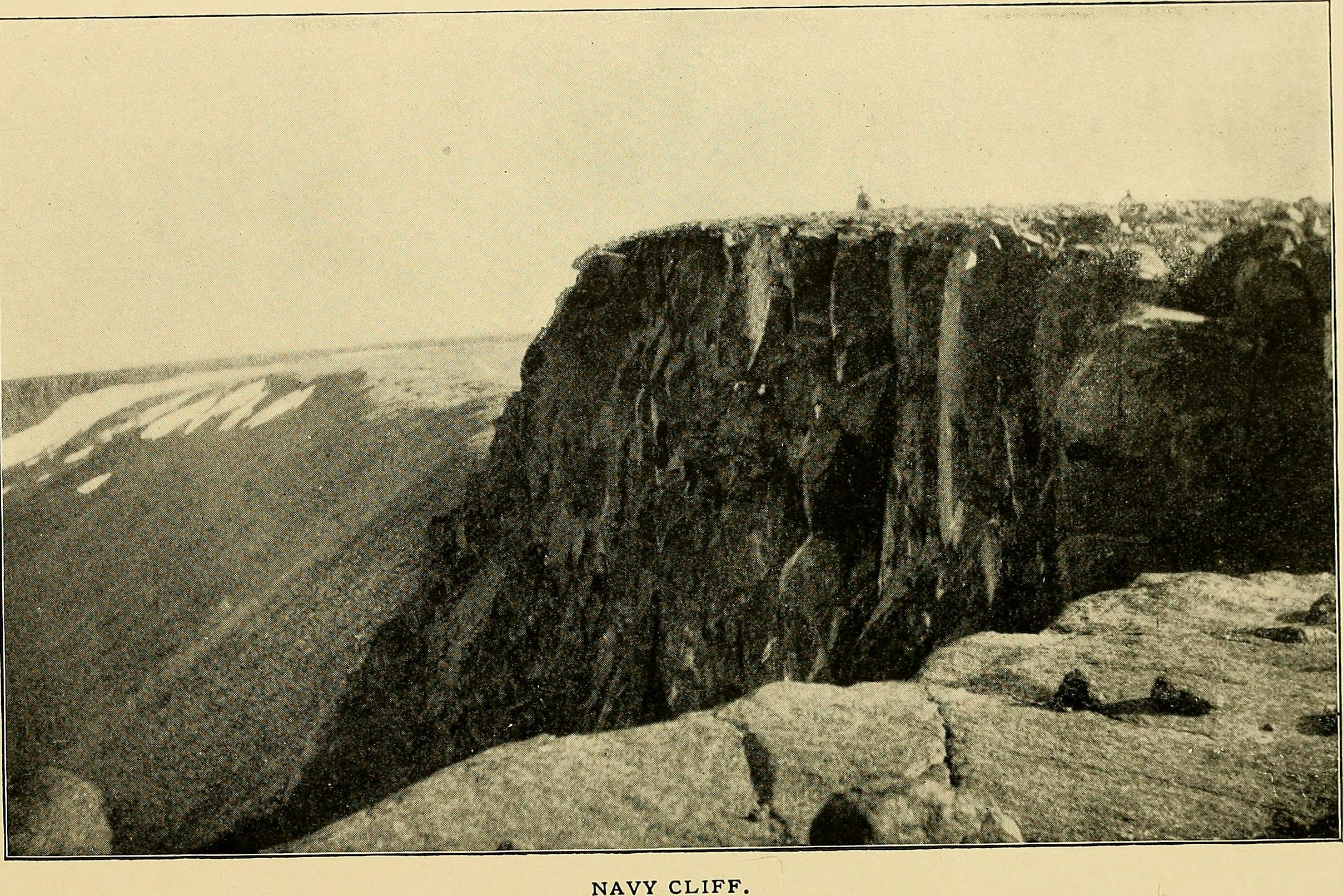
Navy Cliff, el punto más oriental cartografiado con precisión por Robert Peary en el área de Independence Fjord. Los accidentes dibujados por Peary al este eran meras conjeturas que desconcertaron fatalmente al equipo de exploración principal dirigido por Mylius-Erichsen.

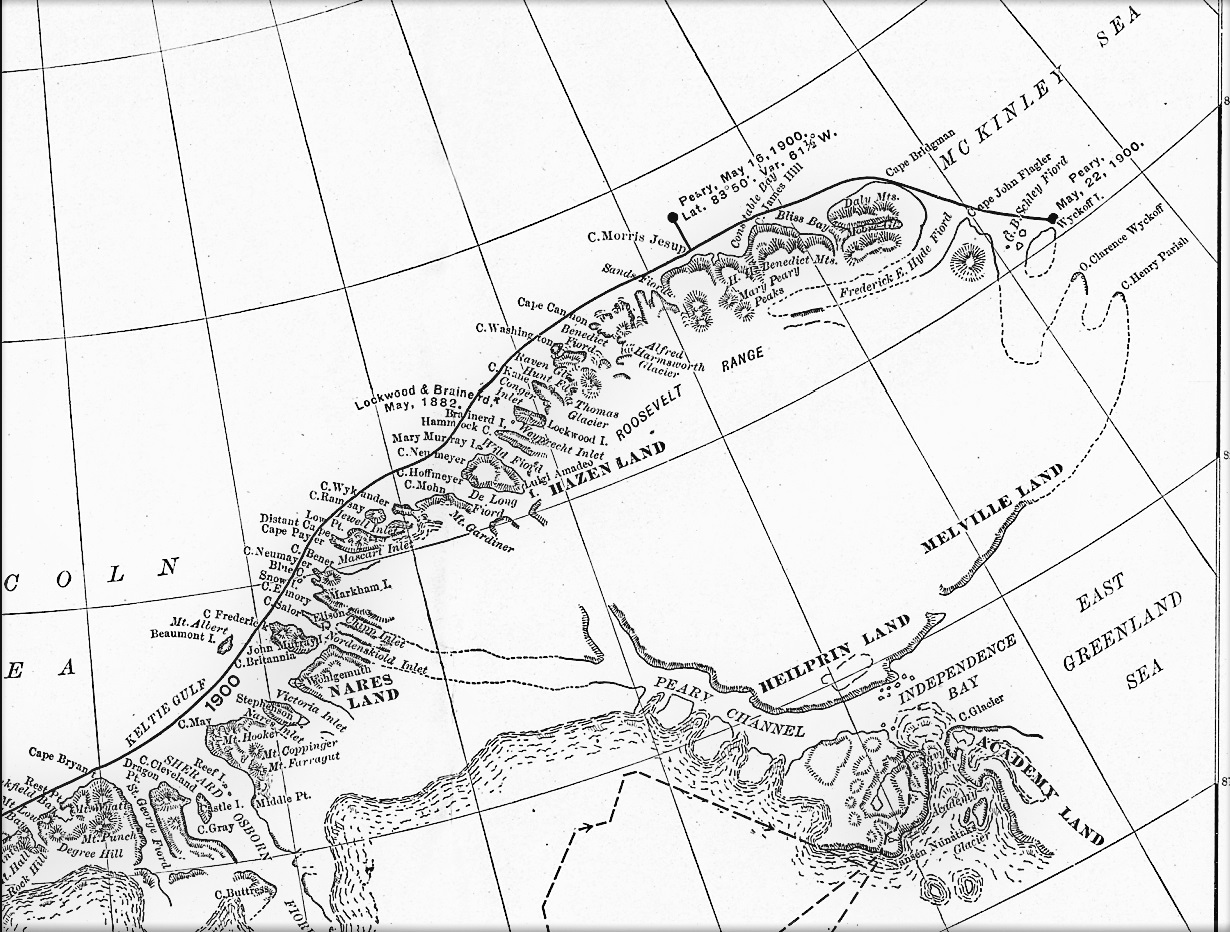
Sección del mapa de 1903 del norte de Groenlandia de Robert Peary que muestra el canal Peary y los accidentes geográficos que nombró en el área.

### Llegada y preparación
La expedición viajó a Groenlandia a bordo del Danmark, llegando en agosto de 1906 a un lugar protegido, donde el barco pudiera pasar el invierno, en el sur de la Tierra de Germania y estableciendo su base principal allí, Danmarkshavn, siendo nombrado en honor del barco. En tierra se construyó una cabaña llamada Danmarks Minde (llamada La Villa).
El capitán del barco era el teniente Alf Trolle de la Armada danesa y el médico Johannes Lindhard. La expedición incluía un gran personal de científicos, en su mayoría daneses, así como el geofísico alemán Alfred Wegener, y también groenlandeses occidental que se sumaron a la expedición en Islandia y las Islas Feroe, además de cien perros de trineo. Georg Carl Amdrup fue el encargado de redactar la historia oficial de la expedición.
Los primeros meses en Danmarkshavn se emplearon en realizar muchas pequeñas expediciones para obtener carne y para que muchos científicos pudieran registrar encuestas y recopilar información. Los viajes en trineo hacia el norte comenzaron en el otoño de 1906 para dejar depósitos de víveres a lo largo de la ruta que tomarían los dos grupos de las largas exploraciones del norte en la primavera del año siguiente.

### Los principales equipos de exploración

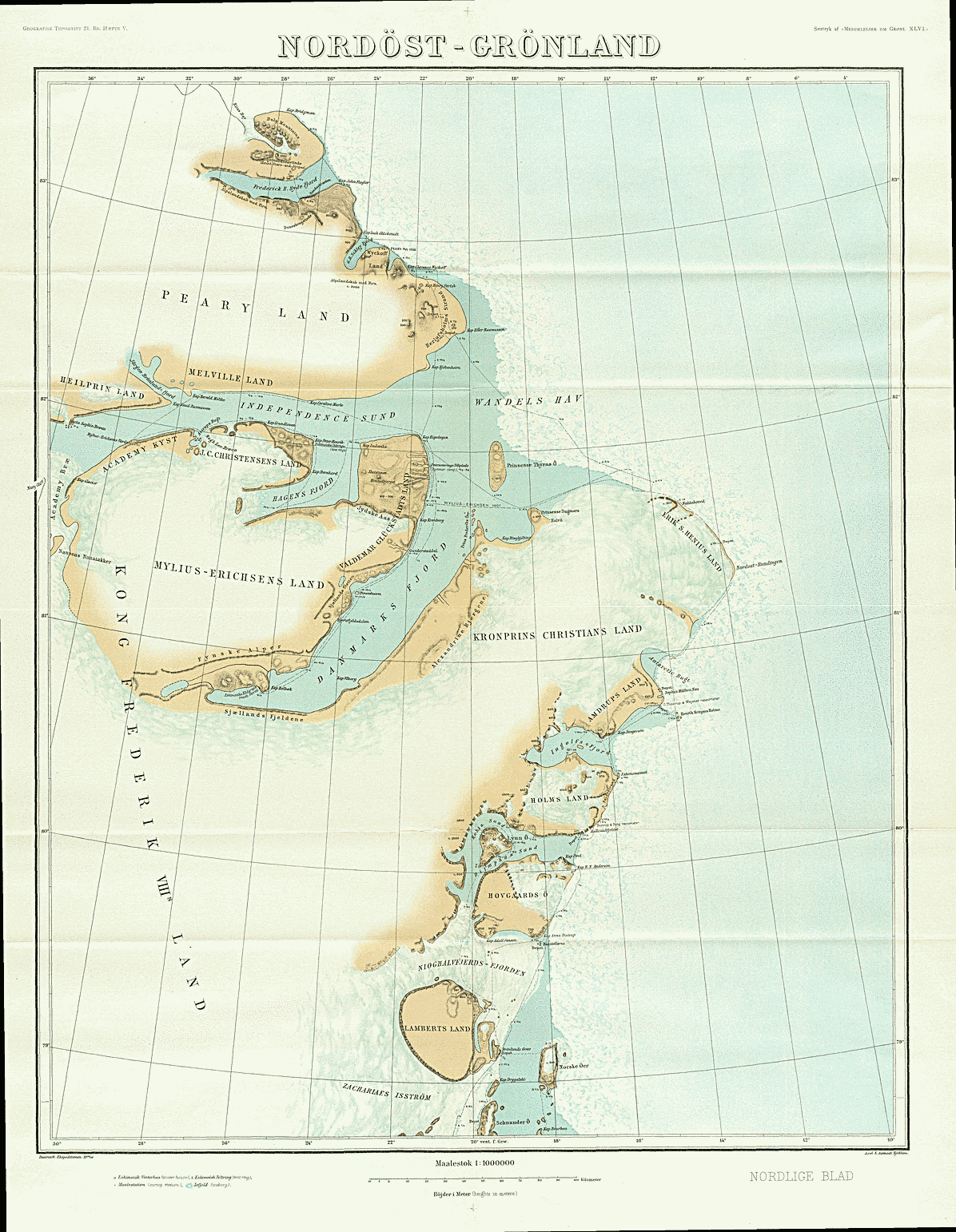
Mapa alemán de 1911 recogiendo las zonas exploradas por la expedición

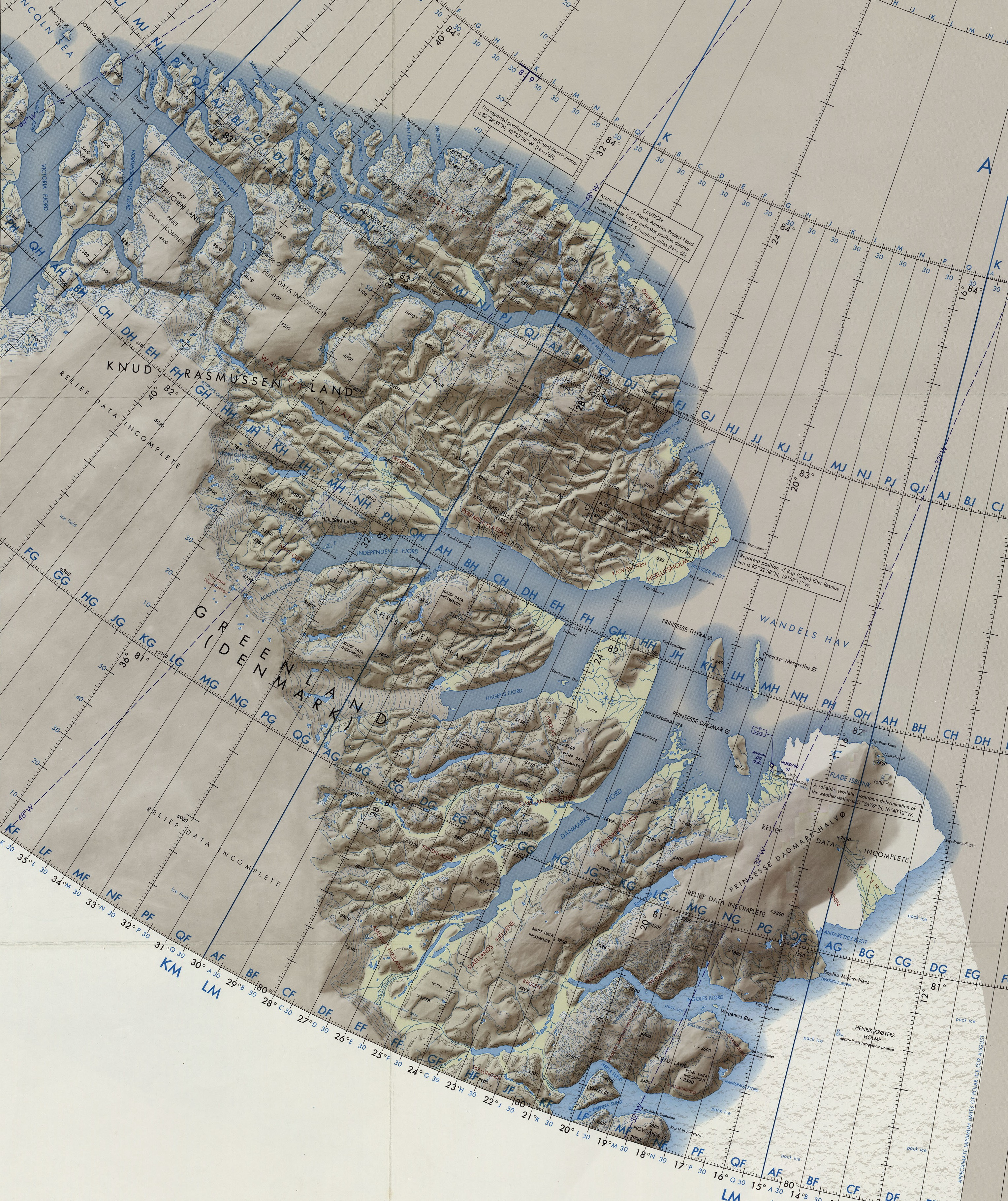
Hoja del mapa de Groenlandia que muestra a la derecha la parte norte del área explorada por la expedición Dinamarca.

Finalmente, diez hombres dirigidos por Mylius Eriksen dejaron Danmarkshavn en trineos tirados por perros el 28 de marzo de 1907, encaminándose al norte por el hielo costero. A lo largo de la bahía de Jokel, donde la capa de hielo de Groenlandia desciende al mar doblando y agrietando el hielo cerca de la costa, viajar fue difícil y los trineos se rompían y tenían que ser reparados continuamente. Las duras condiciones del hielo continuaron a lo largo de la isla Hovgaard, más al norte. En la montaña Mallemuk en el SE de la Tierra de Holm, el hielo costero del Dijmphna Sound dio paso a una polinia y, cuando los trineos intentaron encontrar un camino alrededor del mar abierto, el primer grupo de apoyo regresó a Danmarkshavn.
Los hombres en trineos continuaron hacia el norte y encontraron restos de antiguas viviendas inuit en Eskimonaesset, en el extremo noreste de la Tierra de Holm. Unos pocos días más tarde, durante el mes de abril, frente a Tierra de Amdrup, la sección de apoyo regresó al sur y se dividió. Mientras viajaban de regreso a Danmarkshavn, uno de los equipos de trineos, el de por Gustav Thostrup y Alfred Wegener, trazó un mapa de la costa, mientras que el otro, el de Henning Bistrup y Carl Johan Ring, cartografió las numerosas islas cercanas a la costa.
Mientras, seis hombres en trineos seguían en dirección norte recorriendo la costa este de la península de Tierra del Príncipe Heredero Christian, Mylius Eriksen se sentía incómodo porque la costa los llevaba más hacia el noreste, que no era lo que esperaba. La distancia a su objetivo aumentaba, mientras se acababan el tiempo y las provisiones. Finalmente, a fines de abril, rodearon el extremo noreste de Groenlandia (Nordostrundingen, que ahora se sabe es el punto más oriental de Groenlandia), un punto discreto donde la pendiente de hielo del Flade Isblink se encontraba con el mar helado donde establecieron un depósito para el viaje de regreso. Desde ahí comenzaron a viajar hacia el noroeste, en la dirección que habían esperado.
Poco después, se dividieron en dos equipos; Ludvig Mylius-Erichsen, Niels Peter Høeg Hagen y Jørgen Brønlund, se dirigieron hacia el oeste abrazando la costa, en la dirección que consideraron los llevaría al cabo Gletscher y al acantilado Navy, en la cabecera del fiordo Independencia. Mientras tanto, el otro equipo —con Johan Peter Koch, Aage Bertelsen y Tobias Gabrielsen—, aceleró hacia el noroeste a través del hielo marino hacia el cabo Bridgman para trazar un mapa de las secciones costeras inexploradas del este de la Tierra de Peary. Alcanzaron su objetivo el 12 de mayo, después de obtener nuevas provisiones al matar a 15 bueyes almizcleros, al llegar al mojón de Peary que había establecido en 1900 Robert Peary

### Trágico final del equipo principal
Mientras el grupo de Mylius-Erichsen entró sin tener dudas sobre a dónde se dirigía en un fiordo profundo desconocido, en la creencia de que era el fiordo de la Independencia, pero descubrió que en cambio era un fiordo localizado algo al suroeste de 200 km de largo, al que llamaron fiordo de Dinamarca. El equipo viajó hacia el suroeste hasta la cabecera del fiordo y, al darse cuenta de que era un callejón sin salida, retrocedieron hacia el noreste. A finales de mayo, el equipo de Mylius-Erichsen estaba de regreso en la desembocadura del fiordo. Cuando se encontraron por casualidad el 28 de mayo con el equipo de Koch en cabo Rigsdagen, ya en su camino de regreso desde cabo Bridgman, Mylius-Erichsen se dio cuenta de que habían perdido un tiempo precioso y provisiones al entrar en el largo fiordo inexplorado. Koch y Mylius-Erichsen consideraron la situación. Se estaba haciendo tarde en la temporada y sería peligroso quedarse atrapado en la zona inhóspita durante el verano sin el equipo y los suministros adecuados. Si se derretía el hielo, eso haría imposible el viaje de regreso a Danmarkshavn. Inicialmente, Mylius-Erichsen acordó regresar con Koch al barco, pero luego tomó la fatídica decisión de dirigirse hacia el oeste, buscando en el canal más al norte, ya que pensó que eso sería posible durante unos días, partiendo el 28 de mayo. 
Así, Koch partió sin sospechar que nunca volvería a ver al líder de la expedición; él y su equipo llegaron a Danmarkshavn casi un mes después, la noche del 23 de junio, pensando que el otro grupo llegaría en poco tiempo. Mylius-Erichsen viajó hacia el oeste siguiendo el lado sur del fiordo de la Independencia y llegó al glaciar Academy en la cabecera del fiordo de la Independencia el 1 de junio, descubriendo que el canal de Peary, de hecho, no existía.
En el camino de regreso, el equipo exploró el fiordo de Brønlunds y el fiordo de Hagens. El repentino clima templado impidió su avance, y cuando llegaron al lado occidental del fiordo Danmarks el 12 de junio, encontraron su camino a través del hielo impedido por las aguas abiertas, atrapados temporalmente en el corto verano ártico. Eso los obligó a pasar el invierno en el fiordo de Danmarks confiando en la caza para su sustento a fin de complementar sus provisiones cada vez más escasas, pero la caza era escasa. El suelo pedregoso había desgastado su calzado y Brønlund resumió su desesperada situación:

Sin comida, sin calzado y varios cientos de millas hasta el barco. Nuestras perspectivas son muy malas.
No food, no foot gear, and several hundred miles to the ship. Our prospects are very bad indeed.

Se sabe que cuando el clima se volvió más frío, en septiembre, los tres hombres se fueron y tomaron la misma ruta a lo largo de la costa del punto más al noreste de Groenlandia, donde se habían dejado los depósitos (que 3 años después se encontraron intactos). Para entonces solo tenían cuatro perros y un trineo. Llegaron a los acantilados de la montaña Mallemuk, pero encontraron aguas abiertas que les impidieron viajar directamente hacia el sur, por lo que los exhaustos hombres tuvieron que viajar hacia el interior el 19 de octubre de 1907, el día en que el sol desapareció bajo el horizonte. Caminando sobre el hielo en la oscuridad Høeg Hagen fue el primero en morir de agotamiento en el área del fiordo Nioghalvfjerd en noviembre de 1907, seguido poco después por Mylius-Erichsen. Los cuerpos de Mylius-Erichsen y Høeg Hagen nunca se han encontrado.
Jørgen Brønlund llegó a Tierra de Lambert a la luz de la luna y su cuerpo fue encontrado allí por Koch a mediados de marzo de 1908 por el equipo de búsqueda del Dinamarca en Tierra de Lambert. Brønlund tenía su diario y los bocetos cartográficos de Hagen. Fue enterrado en Kap Bergendahl en el sureste de la Tierra de Lambert, el lugar donde fue encontrado, que hoy se conoce como Brønlund's Grave (en danés: Brønlunds Grav). Brønlund estaba a solo 140 millas en línea recta desde la Tierra de Germania. La expedición había recorrido 350 millas, de las 500 que necesitaban cubrir desde el acantilado Navy hasta la Tierra de Germania.

## Consecuencias y legado
Cuando se confirmó la muerte del líder de la expedición Mylius-Erichsen, el capitán Alf Trolle asumió formalmente el mando de la empresa. Aunque el plan original de trasladar el barco al fiordo Kaiser Franz Joseph en el segundo año fue cancelado, Trolle continuó con los objetivos de la expedición en el área durante el tiempo restante.
En abril de 1908 se envió un equipo de exploración al fiordo Ardencaple, donde aún no se habían explorado los tramos interiores porque las expediciones anteriores no podían ir más allá de su desembocadura debido a la nieve profunda.
Se estableció una segunda estación meteorológica en Mørkefjord, al oeste de Danmarkshavn, para comparar las observaciones obtenidas. También se exploraron las islas, los glaciares y la costa de Dove Bay, así como montañas y lagos en la Tierra de Germania.
Aunque no se encontraron inuit vivos, la expedición descubrió abundantes evidencias de su antiguo asentamiento, como anillos de tiendas, viviendas de invierno, depósitos de carne y herramientas, a lo largo de la costa hasta el fiordo Danmark en el extremo norte.
El Danmark salió de Groenlandia el 21 de julio y llegó a Copenhague el 23 de agosto, poco más de dos años después de haber sido convocada. Dado que las desafortunadas circunstancias de la muerte de Mylius-Erichsen ensombrecieron toda la expedición, sus resultados no recibieron la atención que merecían. Aun así, sus miembros publicaron más de 51 informes, incluidos los de numerosos científicos. Muchos de ellos continuaron el trabajo en el mismo campo, regresando a Groenlandia en las décadas siguientes, como Peter Freuchen. Las islas Danske fueron nombradas por John Haller durante la Expedición de 1956-1958 al este de Groenlandia dirigida por Lauge Koch, con el fin de rendir el debido homenaje al trabajo autorizado de la expedición Dinamarca de 1906-1908.

## Participantes de la expedición

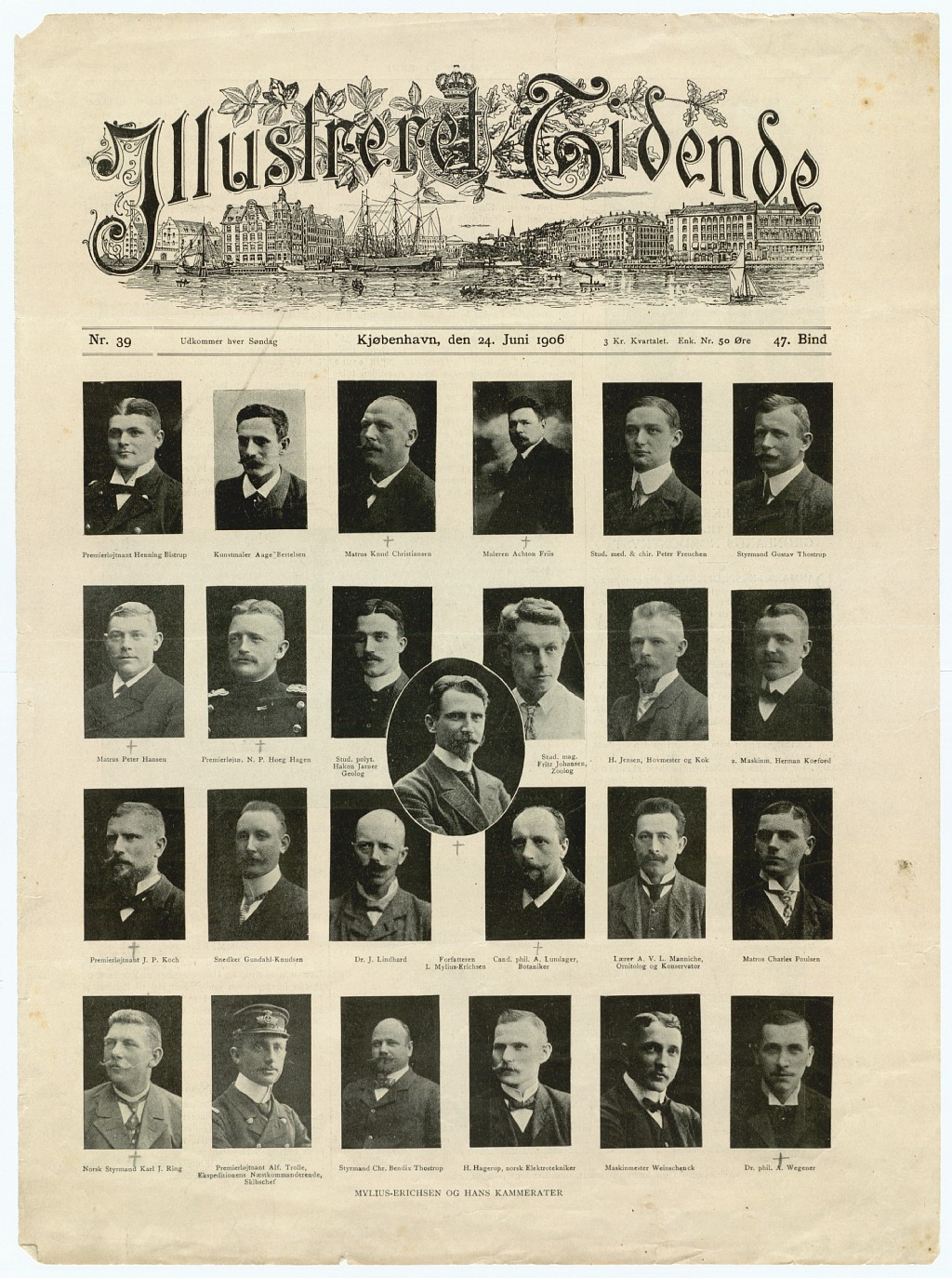
Reproducción de los principales participantes en la Illustreret Tidende

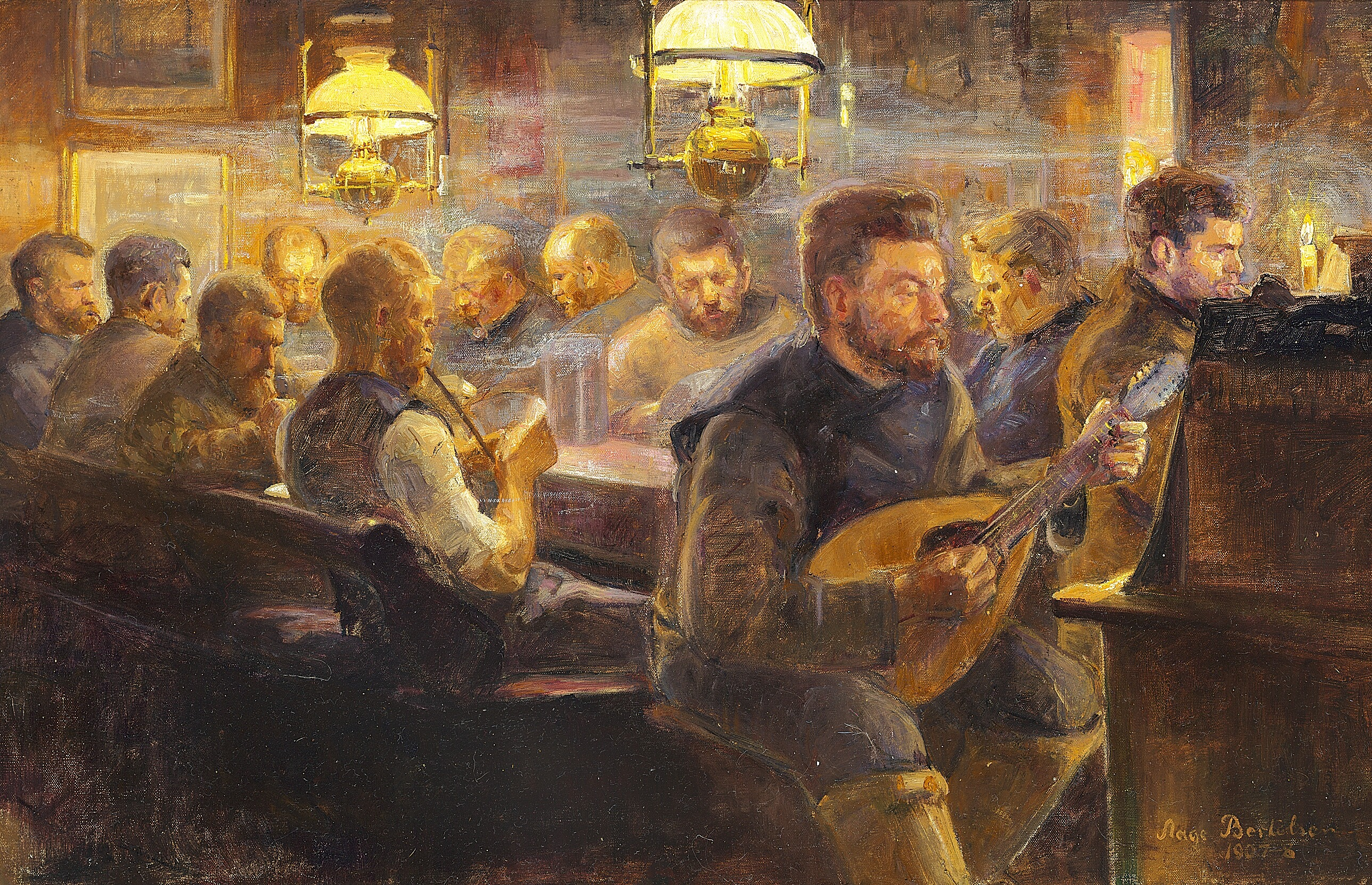
Los participantes de la expedición tocan y cantan en Danmark en 1907-08. Pintura de Aage Bertelsen

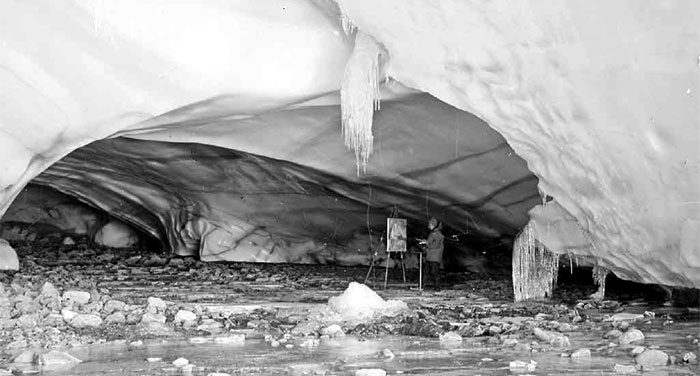
El pintor Aage Bertelsen pintando en la cueva Gnipa

- Ludvig Mylius-Erichsen (1872-1907) – líder de la expedición, periodista y autor.
- La tripulación del barco Danmark
  - Alf Trolle – primer teniente, capitán y subcomandante de la expedición;
  - Henning Bistrup – primer teniente y primer oficial;
  - Gustav Thostrup – segundo oficial, cartógrafo y experimentado navegante de barco de vela;
  - Christian Bendix Thostrup – tercer oficial, contador y secretario;
  - Ivar Weinschenk – primer ingeniero, había navegado para las compañías navieras EAC y los países nórdicos;
  - Hermann A. Koefoed – 2.º ingeniero;
  - Johannes Lindhard – médico de la expedición y exmédico en Ivittuut;
  - Hans Ludvig Jensen – mayordomo y cocinero del Den Kongelige Grønlandske Handel;
  - Jens Gundahl Knudsen – carpintero a bordo del barco;
  - Knud Christiansen – marinero, había navegado anteriormente en Groenlandia, también fabricante de velas;
  - Peter Hansen – marinero, también participó en la expedición de Amdrup al este de Groenlandia;
  - Charles Poulsen – marinero, zarpó a la edad de 15 años, navegó en Groenlandia;
  - Carl Johan Ring – piloto de hielo noruego, navegó en el Danmark (cuando se llamaba Magdalene) en viajes de pesca al este de Groenlandia;
  - Harald Hagerup – electricista noruego con experiencia en otras expediciones polares;
- Participantes científicos:
  - Johan Peter Koch – primer teniente, cartógrafo, con experiencia en Islandia y Groenlandia;
  - Niels Peter Høeg Hagen (1877-1907) – primer teniente y cartógrafo;
  - Frits Johansen – zoólogo de expediciones, stud. mag. en la Universidad de Copenhague;
  - Andreas Lundager – botánico, profesor habilitado, había trabajado en Groenlandia;
  - A.L.V. Manniche – ornitólogo, zoólogo y cazador, maestro habilitado;
  - Hakon Jarner – geólogo e ingeniero habilitado de la Politécnica;
  - Alfred Wegener – alemán, científico natural en física y meteorología;
  - Peter Freuchen – stud. med. contratado como bombero, asistente de Wegener;
- Conductores de trineos (groenlandeses):
  - Jørgen Brønlund (1877-1907) – Groenlandés, catequista formado, prisionero y conductor de trineo;
  - Tobias Gabrielsen – prisionero groenlandés, constructor de trineos y conductor de trineos;
  - Hendrik Olsen – prisionero groenlandés, conductor de trineo y personal de mantenimiento;
- Pintores
  - Aage Bertelsen – pintor, formado en la escuela de pintura de Zahrtmann;
  - Achton Friis – pintor, artesano capacitado de la Academia.